# جون مورس
جون مورس (بالإنجليزية: John Morse)‏ هو لاعب غولف أمريكي، ولد في 16 فبراير 1958 في مارشال في الولايات المتحدة.

## وصلات خارجية
- جون مورس على موقع رابطة لاعبي الغولف المحترفين (الإنجليزية)
- جون مورس على موقع التصنيف العالمي الرسمي للغولف (الإنجليزية)